# Bosanska Artiljerija

Vlajka Republiky Bosna a Hercegovina

Bosanska Artiljerija je bosenská vlastenecká píseň, která vznikla během války v Bosně a Hercegovině (součást jugoslávských válek).
Vznikla v době Republiky Bosna a Hercegovina (1992–1995) jako píseň bosenských vojáků.

## Text

### Bosensky
Junak do junaka, rodila nas majka,
našu Bosnu čuvamo.
Pjevaj Bosno dušmani nek znaju,
da se lako ne damo.
Pjevaj Bosno dušmani nek znaju,
da se lako ne damo.
Sarajevo, Rogatica, Visegrad, Vlasenica,
tu mi leži pokraj srca.
Zvornik, Tuzla, Kalesija, Devetak a Kiseljak,
svaki borac veseljak.
Artiljerija! Bosanac sam bekrija. (2x)
Moja Bosna ponosna!
Artiljerija! Bosanac sam bekrija. (2x)
Moja Bosna ponosna!
Junak do junaka, rodila nas majka,
našu Bosnu čuvamo.
Pjevaj Bosno dušmani nek znaju,
da se lako ne damo.
Pjevaj Bosno dušmani nek znaju,
da se lako ne damo.
Maglaj, Doboj, Srebrenica, Mostar, Prijedor a Zenica,
tu mi leži pokraj srca.
Zvornik, Tuzla, Kalesija, Devetak a Kiseljak,
svaki borac veseljak.
Artiljerija! Bosanac sam bekrija. (2x)
Moja Bosna ponosna!
Artiljerija! Bosanac sam bekrija. (2x)
Moja Bosna ponosna!